# An ninh quân đội, Quân lực Việt Nam Cộng hòa
An ninh Quân đội (1952 - 1975) là một ngành trong Quân lực Việt Nam Cộng hòa. Ban đầu khi thành lập trực thuộc Bộ Tổng tham mưu với danh xưng là Nha An ninh Quân đội và người chỉ huy trực tiếp có chức danh Giám đốc. Sau này đổi tên thành Cục An ninh Quân đội, chức danh chỉ huy là Cục trưởng vẫn thuộc Bộ Tổng tham mưu nhưng theo sự điều hành trực tiếp từ Tổng cục Chiến tranh Chính trị. Mục đích và nhiệm vụ của Cục An ninh Quân đội là kiện toàn vấn đề an ninh đối với hàng ngũ quân nhân các cấp trong tất cả các đơn vị của Quân lực Việt Nam Cộng hòa.

## Lịch sử hình thành
Nha An ninh Quân đội được thành lập cùng lúc với Bộ Tổng tham mưu của Quân đội Quốc gia vào đầu tháng 5 năm 1952. Nha này khi ấy trực thuộc Bộ Tổng tham mưu với vị Giám đốc đầu tiên là Thiếu tá Trần Văn Đôn. Tới cuối năm 1953, Trung tá Đôn được cử làm Tham mưu trưởng Bộ Tổng tham mưu. Đại tá Mai Hữu Xuân, nhân viên cao cấp của ngành Cảnh sát-Công an mang cấp bậc đồng hoá thay thế, chứng tỏ Nha này ngay khi thành lập đã được chú ý đặc biệt.
Ngành an ninh lúc ấy không có hệ thống hàng dọc, các cơ quan và đơn vị tuỳ theo sự tín nhiệm đề cử sĩ quan an ninh để hoạt động với trách nhiệm của đơn vị trưởng. Báo cáo về Nha Trung ương các tin tức về an ninh nhân sự và đơn vị. Tới cuối năm 1954, để phụ trách an ninh toàn lãnh thổ. Các Đại đội được thành lập tại các Quân khu. Mỗi Quân khu tuỳ theo tầm mức quan trọng được phép thành lập từ 2 đến 4 Đại đội và được duy trì đến giữa năm 1955 rồi giải tán.
Sau đó, ngành An ninh Quân đội được cải tổ và bắt đầu có một hệ thống hàng dọc từ trên xuống dưới. Ở Bộ Tổng tham mưu, Bộ tư lệnh Quân đoàn, Quân chủng, Sư đoàn, Không đoàn, Hải đoàn, Bộ chỉ huy Tiểu khu... có Phòng 2. Các Ban chỉ huy Lữ đoàn, Trung đoàn, Liên đoàn, Phi đoàn, Hạm đội, Tiểu đoàn, Yếu khu Thị xã và Chi khu quân sự... có Ban 2. Các Phòng, Ban này đảm trách về an ninh trong đơn vị của mình.
Đến năm 1965, Nha An ninh Quân đội được đổi tên thành Cục An ninh Quân đội, trực thuộc Tổng cục Chiến tranh Chính trị theo hệ thống điều hành của Bộ Tổng tham mưu cho đến tháng 4 năm 1975.

## Nhiệm vụ
Ngành An ninh trong Quân đội chú trọng về vấn đề an ninh của Quân đội, của đơn vị mà ngành có trách nhiệm đảm trách. Tìm hiểu về lý lịch, nguyên quán, sinh quán, những quan hệ trong hồ sơ quân bạ cũng như ngoài đời của từng quân nhân trong đơn vị, không loại trừ cấp bậc như thế nào. Lưu ý nếu có vấn đề nào đó liên quan đến an ninh của đơn vị và Quân đội. Tóm lại là luôn tìm cách để bảo vệ cho đơn vị nói riêng và Quân đội nói chung được an toàn và trong sạch.
Ngoài ra, ngành còn phải tìm hiểu, phân tích, theo dõi và khai thác tất cả các tin tình báo và con người của đối phương. Hầu tìm ra biện pháp thích ứng để dành phần thắng về cho đơn vị của mình...
Ngành An ninh Quân đội đã tròn trách nhiệm của mình cho đến ngày 30 tháng 4 năm 1975 thì chấm dứt nhiệm vụ.

## Giám đốc, Cục trưởng qua các thời kỳ
| Stt | Họ và Tên                                  | Cấp bậc     | Chức vụ    | Tại chức         | Chú thích |
| --- | ------------------------------------------ | ----------- | ---------- | ---------------- | --- |
| 1   | Trần Văn Đôn Võ bị Tông Sơn Tây            | Thiếu tá    | Giám đốc   | 05/1952-08/1953  | Sau cùng là Trung tướng Tổng tư lệnh Quân lực (Tổng tham mưu trưởng). Năm 1965 giải ngũ tham chính đắc cử Thượng nghị sĩ trong Thượng viện. Giữa tháng 4/1975 nhận chức Phó Thủ tướng đặc trách Thanh tra Kiêm Tổng trưởng Quốc phòng. |
| 2   | Mai Hữu Xuân Liêm Phóng Pháp               | Đại tá      | Giám đốc   | 08/1953-01/1958  | Sau cùng là Trung tướng Phó Tổng tư lệnh Quân lực (Tổng tham mưu phó). Giải ngũ năm 1965. |
| 3   | Đỗ Mậu Trường Hạ sĩ quan An Cựu Huế        | Đại tá      | Giám đốc   | 01/1958-5/1/1964 | Sau cùng là Thiếu tướng Tổng trưởng Thông tin. Giải ngũ năm 1965. |
| 4   | Nguyễn Văn Quan Võ bị Móng cái             | Đại tá      | Giám đốc   | 5/1/1964-2/1964  | Sau cùng là Thiếu tướng. Giải ngũ năm 1965, sau khi rời chức vụ Giám đốc Nha ANQĐ. |
| 5   | Nguyễn Văn Phước Võ bị Đà Lạt K3           | Đại tá      | Giám đốc   | 02/1964-09/1964  | Sau cùng là Phụ tá Tình báo cho Tư lệnh Quân đoàn IV. Tử nạn trực thăng năm 1971. Được truy thăng cấp bậc Chuẩn tướng. |
| 6   | Linh Quang Viên Võ bị Tông Sơn Tây         | Thiếu tướng | Giám đốc   | 09/1964-01/1965  | Sau cùng là Trung tướng Thanh tra liên Quân đoàn III và IV. Giải ngũ năm 1973, |
| 7   | Trang Văn Chính Sĩ quan Nước Ngọt Vũng Tàu | Trung tá    | Giám đốc   | 01/1965-06/1965  | Sau cùng là Đại tá Tham mưu trưởng Quân đoàn II. |
| 8   | Nguyễn Ngọc Loan Võ khoa Thủ Đức K1        | Đại tá      | Cục trưởng | 06/1965-06/1967  | Sau cùng là Thiếu tướng Thanh tra Bộ Quốc phòng. |
| 9   | Trần Văn Thăng Võ khoa Thủ Đức K3          | Đại tá      | Cục trưởng | 06/1967-09/1968  | Sau cùng là Đại tá Chỉ huy trưởng Tổng hành dinh Bộ Tổng tham mưu. |
| 10  | Vũ Đức Nhuận Võ bị Huế K1                  | Đại tá      | Cục trưởng | 09/1968-04/1975  | Chỉ huy trưởng sau cùng. Ngày 1/11/1972, thăng cấp Chuẩn tướng. |